# Desamorfosis
Desamorfosis (estilizado como desAMORfosis) es el décimo quinto álbum de estudio de la cantante mexicana Thalía. Fue lanzado el 14 de mayo de 2021 por Sony Music Latin. El nombre hace referencia a las distintas etapas del amor y las relaciones afectivas.

## Promoción y lanzamiento
El álbum estuvo precedido por cuatro sencillos, previo a su lanzamiento:

### Ya tú me conoces
El primer sencillo "Ya Tú Me Conoces" en colaboración con Mau y Ricky fue lanzado en las plataformas digitales el 24 de enero de 2020. Esta fue la segunda ocasión que Thalía ha colaborado con Ricky Montaner, quién escribió su sencillo de 2014, "Por lo que reste de vida". Thalía se presentó junto al dúo venezolano en la edición 32° de los Premios Lo Nuestro, misma edición en la que fue anfitriona junto al rapero Pitbull. El sencillo logró debutar en los charts semanales de 11 países, llegando al Top 10 en República Dominicana, Honduras, México y Panamá.
Posterior al lanzamiento de "Ya Tú Me Conoces", Thalía colaboró para otros artistas como Pabllo Vittar, Río Roma y Leslie Shaw. 

### La Luzy TICK TOCK
El segundo sencillo lanzado en anticipación del álbum fue "La Luz", un dúo con Myke Towers, lanzado el 28 de agosto de 2020. Este fue el primer sencillo oficialmente grabado durante la pandemia, por lo que Thalía declaró que grabó la canción pensando en su audiencia y en cómo la canción podría levantar los ánimos y la actitud positiva. El vídeo musical fue grabado íntegramente por drones, dada la contingencia sanitaria, así como dirigido por Ariel Danziger. Se filmó en Nueva York y en San Juan, y muestra a los cantantes en un paisaje rústico llenos de luces de neón y efectos especiales.
El tercer sencillo fue "Tick Tock", una colaboración con Farina y Sofía Reyes, el cual alcanzó la posición #9 dentro del listado Latin Pop Digital Songs Sales del Billboard. "Tick Tock" fue, además, el producto del trabajo de las tres artistas en el reality show producido por Thalía y presentado por Facebook Watch "Latin Music Queens", que en seis episodios siguió el camino de las artistas para la creación de los sencillos "Ten Cuidao", a comienzos de la pandemia, y "Tick Tock" al finalizar la serie. 

### Mojito y lanzamiento del álbum
El 4 de mayo de 2021, la cantante anunció el lanzamiento del álbum para el 14 de mayo a través de su cuenta de Instagram, sugiriendo a los fanes reservar el álbum en sus plataformas digitales, para poder ser los primeros en escucharlo, además de tener acceso exclusivo a "Universo desAMORfosis", un sitio web donde ellos podrían encontrar contenido exclusivo y sorpresas. Además, Thalía publicó la portada del disco, donde aparece mostrando su cuerpo adornado con joyas y perlas en tonos dorados, en el centro, una daga y un corazón, mientras que en su cabeza porta una corona resplandeciente.
El 7 de mayo de 2021 fue publicado el cuarto sencillo del álbum, "Mojito", el cual debutó en la posición #1 en iTunes Colombia así como con 103.653 streams en Spotify, logrando un mejor debut que "Tick Tock". Para lo promoción del nuevo sencillo, Thalía lo presentó junto a un Popurrí de éxitos en el especial de televisión Ellas y Su Música, de los Latin Grammy transmitido por Univision, en la misma edición en la que fungió como anfitriona junto a Luis Fonsi y Becky G. Posteriormente, Thalía fue invitada al talk-show estadounidense The Tonight Show de Jimmy Fallon en NBC, en el que habló acerca de su vida personal, el nuevo álbum, y presentó en una premier exclusiva el video oficial de "Mojito".
Para el 12 de mayo, "Mojito" debutó en iTunes Music Videos alcanzando el #1 en México y USA Latin, dando paso a la publicación total del álbum la noche del 14 de mayo. A solo horas de su publicación, desAMORfosis logró debutar en el #1 de iTunes Albums (en categoría Latin Music) en México, USA Latin, Brasil, Chile, Colombia, Costa Rica, El Salvador, Guatemala, España y Grecia, llegando a posicionarse en otros lugares para los charts de Bolivia, Canadá, Italia, Rumania, Estonia, República Checa, Chipre, Turquía y Países Bajos, mientras que en Worldwide iTunes Albums Chart, Desamorfosis debutó en el puesto #20, superando a otros álbumes en debut de artistas como C. Tangana, Karol G o BTS.
Así como #14 en iTunes USA albums general. Siendo este su mejor peak en dicho chart anglosajón.

## Lista de canciones
| Desamorfosis - Descarga digital |                                                            |          |  |
| N.º                             | Título                                                     | Duración |  |
| 1.                              | «Mojito»                                                   | 2:54     |  |
| 2.                              | «Eres mío»                                                 |          |  |
| 3.                              | «Mal y bien»                                               |          |  |
| 4.                              | «Bolsito Caro»                                             |          |  |
| 5.                              | «No te vi» (con Maffio)                                    |          |  |
| 6.                              | «La luz» (con Myke Towers)                                 |          |  |
| 7.                              | «Por qué»                                                  |          |  |
| 8.                              | «Cancelado»                                                |          |  |
| 9.                              | «Secreto» (con Jhay Cortez)                                |          |  |
| 10.                             | «Ya tú me conoces» (con Mau y Ricky)                       |          |  |
| 11.                             | «Tick Tock» (con Farina y Sofía Reyes)                     |          |  |
| 12.                             | «Empecemos»                                                |          |  |
| 13.                             | «Barrio»                                                   |          |  |
| 14.                             | «Tu boca» ([Bonus Track] con Banda MS de Sergio Lizárraga) |          |  |

| Desamorfosis - Bonus Track Japan |                                                                      |          |  |
| N.º                              | Título                                                               | Duración |  |
| 15.                              | «Estoy soltera» ([Bonus Track] con Leslie Shaw feat. Thalía, Farina) |          |  |

Notas
- El tema «Secreto» incluye la colaboración de Jhay Cortez, pero no aparece acreditado.
- «Estoy soltera» solo se incluye en una edición especial para Japón, álbum en formato CD+DVD.